# Candidatus magisterii
Candidatus magisterii (uomo), candidata magisterii (donna), in latino "candidato alle arti", abbreviato in cand.mag., è un titolo accademico usato in Danimarca, corrispondente approssimativamente alla laurea magistrale rilasciata dalle università italiane; può essere tradotto in italiano proprio come "laurea magistrale". Il corso di studi per conseguirla dura cinque anni. Questo titolo venne introdotto in Danimarca nel 1883 e successivamente anche in Norvegia e Islanda, sempre sulla base del titolo danese. I corsi di studi per il suo conseguimento variano in base al paese, alla durata del corso, alle istituzioni e alla disciplina.

## Storia
Il titolo fu introdotto in Danimarca nel 1883, quando l'Università di Copenaghen iniziò a conferirlo. Fu introdotto in Norvegia nel 1959, sull'esempio del titolo danese sostituendo i precedenti. In Norvegia, fu inizialmente conferito in Lettere classiche, Matematica, Scienze naturali e dal 1966 anche in Scienze sociali.
In Norvegia, il titolo di cand. mag. richiede almeno tre anni e mezzo di studio per le facoltà di matematica e Scienze naturali, e quattro e mezzo per Lettere classiche e Scienze sociali. La durata normale del corso varia da quattro a cinque. In Danimarca il titolo richiede almeno cinque anni di studi.
In Norvegia, per uniformarsi al processo di Bologna, fu sostituito dalla Laurea Breve (necessitante tre anni per il completamento) e dalla Laurea Magistrale  (cinque anni). Pertanto, il titolo di cand. mag. è più o meno compreso tra la Laurea Breve e quella Magistrale; per i corsi di tre anni e mezzo assimilabile a una Laurea Breve, per quelli di quattro anni e mezzo a quella Magistrale. In Norvegia, i corsi completati entro luglio del 2003 possono esser considerati ancora cand. mag.
In Danimarca, il titolo di cand. mag. viene ancora conferito considerandolo pari alla laurea magistrale in Lettere classiche. Viene quindi conferito dopo la laurea breve e altri due anni di studi. Il cand. mag. è paragonabile alla laurea magistrale italiana.
Non va confuso con il dottorato di ricerca che richiede 7-8 anni di studi per lo più in campo scientifico, equivalendo al Ph.D. anglosassone.